# Lancia D24

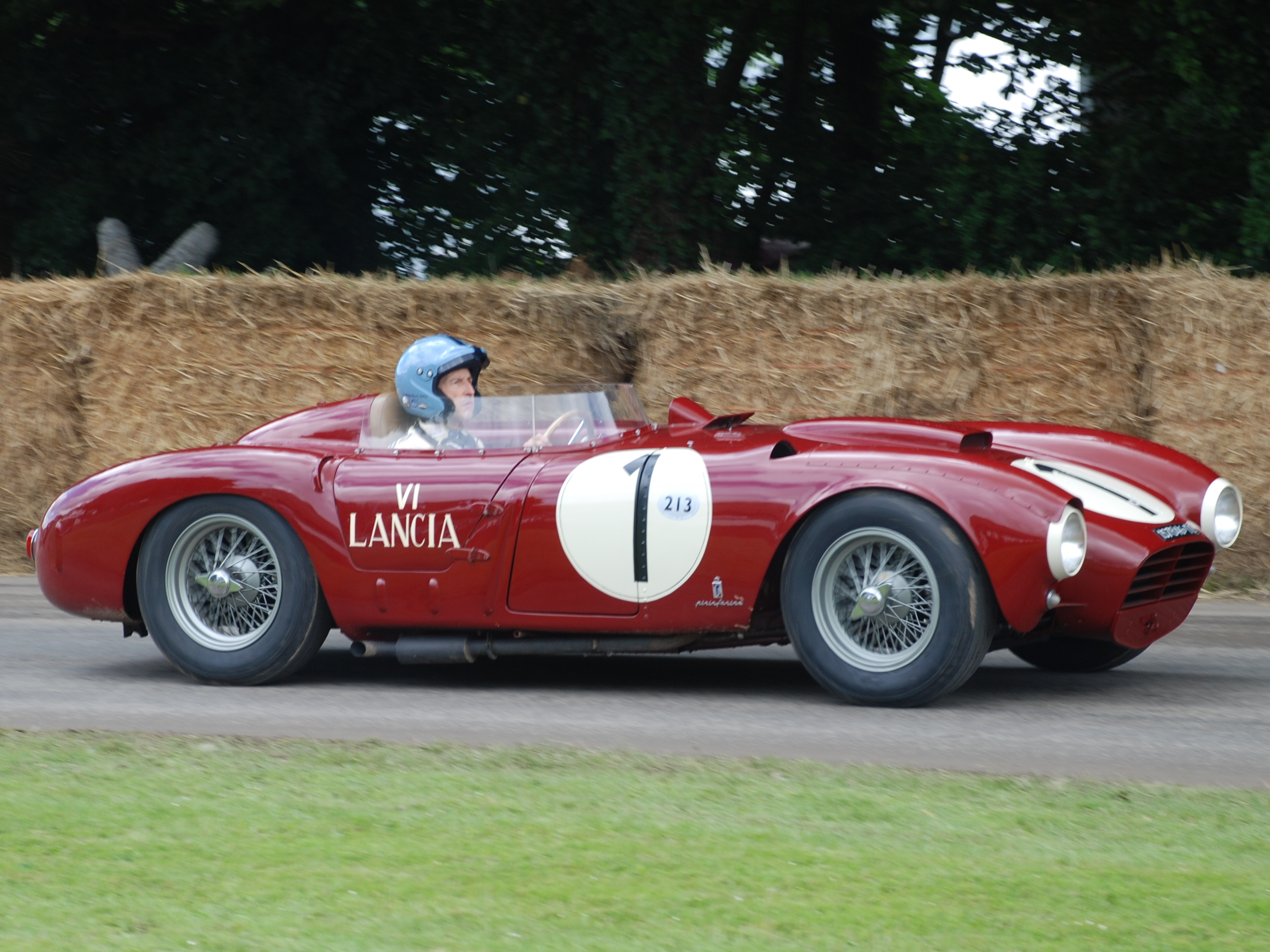
Lancia D24

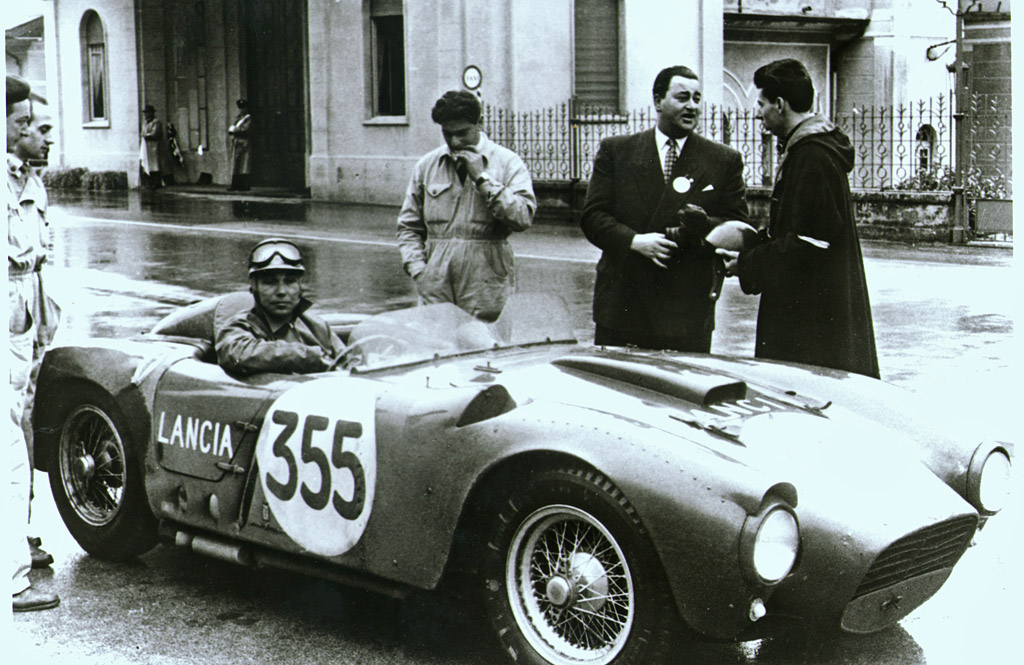
Piero Taruffi im Lancia D24 beim Giro di Sicilia 1954

Der Lancia D24 war ein Rennsportwagen, der 1953 bei Lancia entwickelt wurde, und 1953 und 1954 bei Sportwagenrennen zum Einsatz kam. Abgesehen von den Rallyeversionen der Fulvia, des Stratos, des Delta und dem reinrassigen Rallyewagen Rally 037, war der D24 der erfolgreichste Sportwagen der Lancia-Motorsportgeschichte.

## Entwicklungsgeschichte
Nach dem D20 und dem D23 war der D24 der dritte Sportwagen in einer Reihe von Entwürfen der Lancia-Konstrukteursabteilung unter der Führung von Vittorio Jano. Für den D24 wurde das Chassis des D23 überarbeitet, dieses war jetzt kürzer und leichter. Der V6-Motor wurde auf 3,3-Liter aufgebohrt und leistete jetzt 198 kW, oder 265 PS.

## Renngeschichte
Das Renndebüt gab der D24 beim 1000-km-Rennen am Nürburgring 1953. Juan Manuel Fangio teilte sich das Chassis 0002 mit Felice Bonetto, das Chassis 0001 fuhren Robert Manzon und Piero Taruffi. Beide Wagen fielen nach technischen Defekten aus. Beim Fangio/Bonetto-Wagen streikte nach einem Boxenstopp die Benzinpumpe; eine defekte Batterie stoppte das zweite Fahrzeug. Bei der Carrera Panamericana gab es einen Doppelsieg durch die Teams Fangio/Bronzoni und Taruffi/Maggio. Über diesem Erfolg konnte sich bei Lancia aber niemand besonders freuen, da Felice Bonetto bei diesem Rennen in einem D24 einen tödlichen Unfall hatte. Das Chassis 0002 wurde dabei zerstört und später nicht wieder aufgebaut.
1954 wurde ein erfolgreiches Jahr für den D24. Nach einem Dreifachausfall beim 12-Stunden-Rennen von Sebring, siegten Piero Taruffi und Copilot Carlo Luoni beim Giro di Sicilia, Alberto Ascari bei der Mille Miglia und Piero Taruffi bei der Targa Florio. Es folgten weitere Erfolge von Eugenio Castellotti bei nationalen italienischen Sportwagenrennen und die Ränge zwei und drei bei der Tourist Trophy.
Nach Ablauf der Saison beendete Lancia das Sportwagen-Engagement und konzentrierte sich ganz auf den Monoposto-D50 und die Formel-1-Weltmeisterschaft. Einer der Wagen wurde 1955 an Juan Perón verkauft. 1980 kehrte dieses Fahrzeug nach Italien zurück und gehört einem italienischen Adeligen. Der zweite noch erhaltene Wagen steht heute im Lancia-Museum.